# حیات والا
حیات والا (انگلیسی: High Life) فیلمی در ژانر علمی-تخیلی ترسناک به کارگردانی کلر دنی و با بازی رابرت پتینسون و ژولیت بینوش است که در سال ۲۰۱۸ منتشر شد.
این فیلم بر گروهی از جنایتکاران تمرکز می‌کند که به مأموریتِ سفر با فضاپیما به سوی یک سیاه‌چاله فرستاده می‌شوند. در طی مأموریت آن‌ها در آزمایش‌های علمی شرکت می‌کنند. حیات والا نخستین فیلم انگلیسی‌زبان کلر دنی است، و توسط دنی و همکار قدیمی‌اش ژان-پل فرژو نوشته شده‌است.
فیزیکدان و متخصص سیاه‌چاله اورلین برو به عنوان مشاور پروژه بوده و هنرمند دانمارکی-ایسلندی الافور الیاسون فضاپیمای فیلم را طراحی کرده‌است. نمایش افتتاحیهٔ فیلم در ۹ سپتامبر ۲۰۱۸ در جشنوارهٔ تورنتوی ۲۰۱۸ برگزار شد.